# Ex aequo
Ex æquo (wym. eksekfo, egzekfo) (łac. „na równi”, „jednakowo”, „w ten sam sposób”, „w równej mierze”, „równo”) – wyrażenie stosowane najczęściej w odniesieniu do sytuacji, kiedy w jakiejś klasyfikacji (np. sportowej) więcej niż jedna osoba zajmuje to samo miejsce.